# Девисов пролив
Де́висов проли́в, или проли́в Де́йвиса (англ. Davis Strait, фр. Détroit de Davis, дат. Davisstrædet) — пролив, разделяющий Гренландию и остров Баффинова Земля (канадская провинция Нунавут).

## География и гидрография
Пролив соединяет море Лабрадор на юге с морем Баффина на севере, образуя часть Северо-Западного прохода между Атлантическим и Тихим океаном. Оценка длины пролива в источниках может значительно различаться: Британская энциклопедия оценивает её в 650 км, Канадская энциклопедия в 950, а Большая российская энциклопедия — в 1170 км. Ширина в самом узком месте оценивается в 300—360 км, наибольшая ширина, по разным источникам, от 650 до 1070 км.
В наиболее узком месте со дна пролива поднимается подводный хребет — продолжение Срединно-Лабрадорского хребта, протянувшийся между берегами Баффиновой Земли и Гренландии. Глубины над хребтом составляют от 350 до 500 м, но по обе стороны от него резко возрастают. Наибольшей глубины, 3660 м, пролив достигает недалеко от своей южной оконечности. Минимальная глубина на фарватере — 104 м.

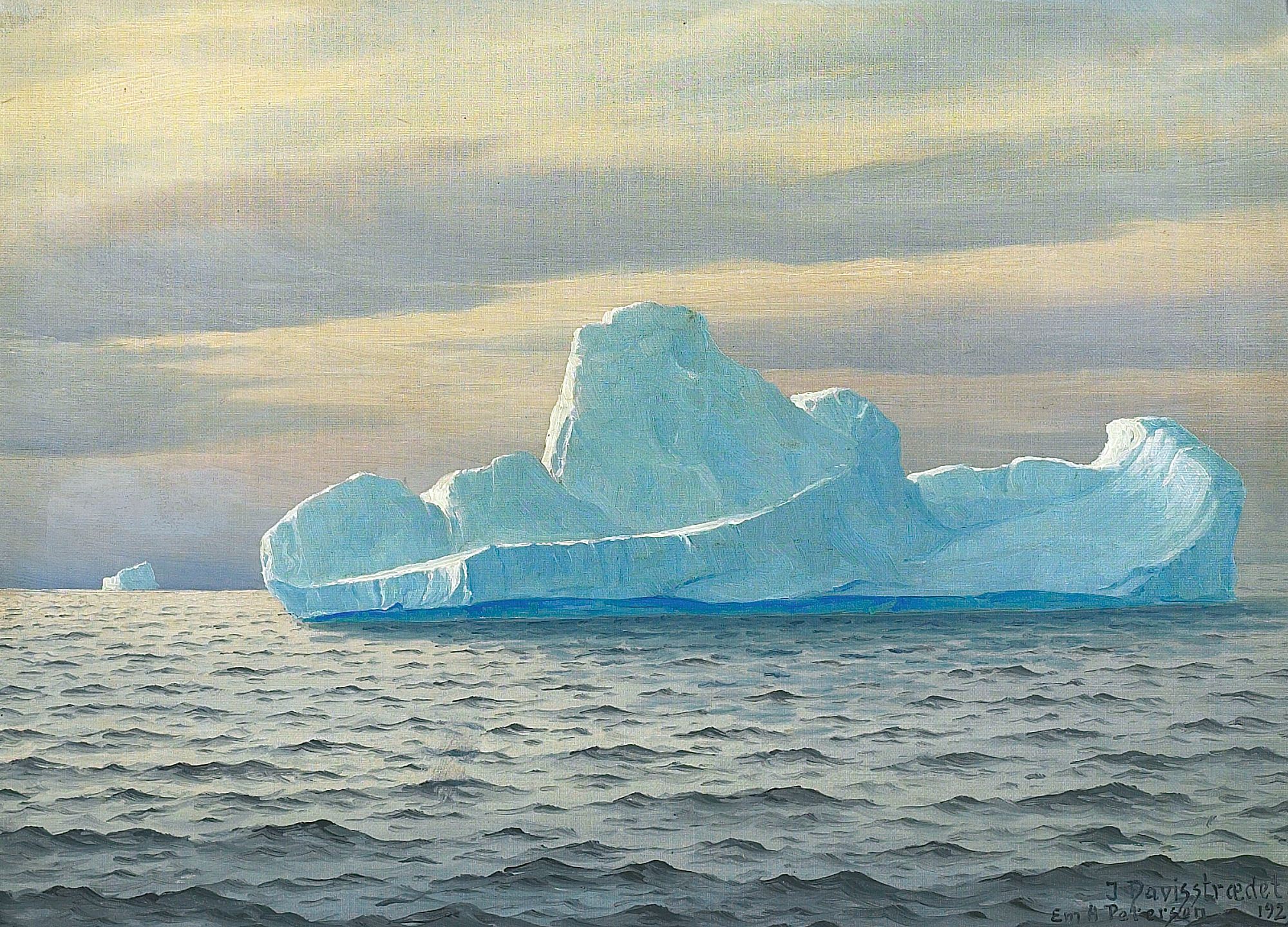
Эмануэль Петерсен. Айсберг в Девисовом проливе (1923)

Через пролив проходят два течения в разных направлениях и с разной температурой. Относительно тёплое Западно-Гренландское течение несёт воду вдоль побережья Западной Гренландии на север, а холодное Лабрадорское течение — вдоль восточного побережья Баффиновой Земли на юг, в море Лабрадор и далее в Атлантический океан (скорость течения от 8 до 20 км/сутки). Холодное течение несёт многочисленные айсберги, откалывающиеся от Гренландского ледяного щита в заливе Мелвилл. У восточного берега пролива, таким образом, условия для судоходства заметно лучше, сезон навигации в этой части пролива продолжается с середины лета до поздней осени, и именно там традиционно шли на север рыболовецкие и китобойные суда. В это время года функционируют основные порты Гренландии — Паамиут, Нуук и Сисимиут. Напротив, на восточном побережье Баффиновой Земли из-за отсутствия судоходства почти отсутствуют постоянные поселения.
Температура воды между прибрежными водами на востоке и западе составляет 5 °C в поверхностном слое воды и 1-2 °C на бо́льших глубинах. Воду на востоке отличает также большая, чем на западе, солёность поверхностного слоя (на глубине солёность остаётся примерно равной). В зимние месяцы более 50 % акватории покрыто льдом, тогда как в тёплое время года более 90 % акватории свободно ото льда.

## Животный мир
В Девисовом проливе и море Баффина обитают свыше 100 видов рыб, в том числе 5 проходных видов. Среди наиболее распространённых видов — чёрный палтус (Reinhardtius hippoglossoides), атлантическая треска, атлантический лосось, пинагор, мойва, камбала-ёрш (Hippoglossoides platessoides), ромбовый скат Amblyraja radiata, золотистый и клюворылый морские окуни, два вида песчанок и три вида зубаток. Важными промысловыми видами ракообразных являются креветки Pandalus borealis и обыкновенный краб-стригун. В придонных водах живут разнообразные губки, твёрдые и мягкие кораллы.
Сезонными обитателями пролива и его окрестностей являются 6 видов усатых китов — северный малый полосатик, финвал, горбатый кит, сейвал, синий кит и гренландский кит. Вымирающий северный гладкий кит, ещё один представитель семейства гладких китов, к которому относится гренландский кит, раньше встречался в Девисовом проливе, но ныне обитает лишь южнее, у мыса Уманарссуак. Зубатые киты представлены восемью видами: кашалот, высоколобый бутылконос, косатка, нарвал, белуха, беломордый дельфин, морская свинья и обыкновенная гринда. В Девисовом проливе насчитываются пять видов тюленей, в том числе обыкновенный тюлень (занесённый в Красную книгу Гренландии), кольчатая нерпа, морской заяц, хохлач и гренландский тюлень (популяции трёх последних видов испытывают сильные сезонные колебания). Между 66° и 70° с. ш. на прибрежных отмелях с гренландской стороны пролива обитают моржи. Белый медведь встречается на ледовом припае южнее мыса Дайер на Баффиновой Земле и в районе Кангерлуссуака в Гренландии.
Птицы составляют важную часть экосистемы Девисова пролива, хотя там нет огромных колоний, характерных для более северных районов Гренландии (залива Диско, Упернавика и Каанаака). В общей сложности в данном регионе ежегодно выводят птенцов 20 видов морских птиц, почти все (за исключением короткохвостого поморника) — колониальные. Популяции Девисова пролива в глобальном масштабе важны для полярной чайки, обыкновенного чистика, гагарки, тупика, тонкоклювой и толстоклювой кайр, обыкновенной гаги, среднего крохаля, кряквы, обыкновенной моевки и орлана-белохвоста.

## История
Коренное население американской Арктики издавна занималось в мелководном проливе ловлей арктического гольца и охотой на морских млекопитающих. Скандинавским поселенцам в Гренландии, по-видимому, было знакомо восточное побережье пролива на север как минимум до острова Диско. Известно, что викинги посещали также юго-восточную часть Баффиновой Земли, известную им как Хеллуланд, или Земля плоских камней.
В 1500 и 1501 годах пролив между южной Гренландией и полуостровом Лабрадор пересекал португальский мореплаватель Гашпар Корте Реал. Примерно в это же время, вероятно, в пролив начали проникать баскские китобои, продвигавшиеся за китами на север от своих баз на Лабрадоре и острове Ньюфаундленд по мере отступления льдов. Со второй половины XVI века пролив рассматривали как вероятный восточный вход в Северо-Западный проход. Попытки пройти им в 1575—1578 годах предпринимал Мартин Фробишер, а в 1585—1587 годах — Джон Девис, достигший в последний год 72°12’ северной широты. В своих экспедициях (финансировавшихся лондонскими купцами) Девис проделал важные наблюдения побережья по обе стороны пролива, и эти наблюдения были использованы дальнейшими экспедициями Уильяма Баффина и Генри Гудзона.
В 1602 году в поисках Северо-Западного прохода проливом поднялся Джордж Уэймут, но на широте 68°53’ мятеж команды заставил его повернуть назад. В 1605 и 1606 годах в проливе побывали экспедиции Джона Каннингема и Годске Линденова, по поручению короля Кристиана IV разыскивавшие скандинавские колонии, с которыми Дания рассчитывала наладить торговлю. Штурман обеих этих экспедиций Джеймс Халл предпринял своё собственное плавание к берегам Западной Гренландии в 1612 году.
В 1614 году пролив впервые посетили голландские китобои, чьи визиты туда стали регулярными век спустя; голландцы, а позже их английские коллеги вели промысел на широтах вплоть до 71-й параллели. В 1616 году в проливе побывала экспедиция Уильяма Баффина, который и назвал его именем Джона Девиса. Из дальнейших экспедиций интерес представляет предпринятое в 1776 году плавание Ричарда Пикерсгилла. Этому капитану было поручено разведать восточный участок предполагаемого пути возвращения Джеймса Кука из Тихого океана Северо-Западным проходом. Однако Кук так и не нашёл проход у западного побережья Америки, и экспедиция Пикерсгилла оказалась напрасной. После повторного открытия Баффинова залива (ныне море Баффина) в 1818 году пролив практически не посещали государственные экспедиции, и его исследование было предоставлено частным промысловикам, один из которых, Уильям Пенни, открыл ряд заливов на юго-восточном побережье Баффиновой Земли, включая залив Камберленд.

## Природные ресуры и транспортная активность
В конце XX века район Девисова пролива и юга моря Баффина на некоторое время стал местом крупномасштабного коммерческого рыболовецкого промысла с использованием океанских траулеров. В особенно больших объёмах добывались тюрбо, креветки и крабы, что вскоре привело к истощению популяций. В результате правительства Канады и Гренландии приняли законы, резко ограничившие объёмы и критерии добычи.

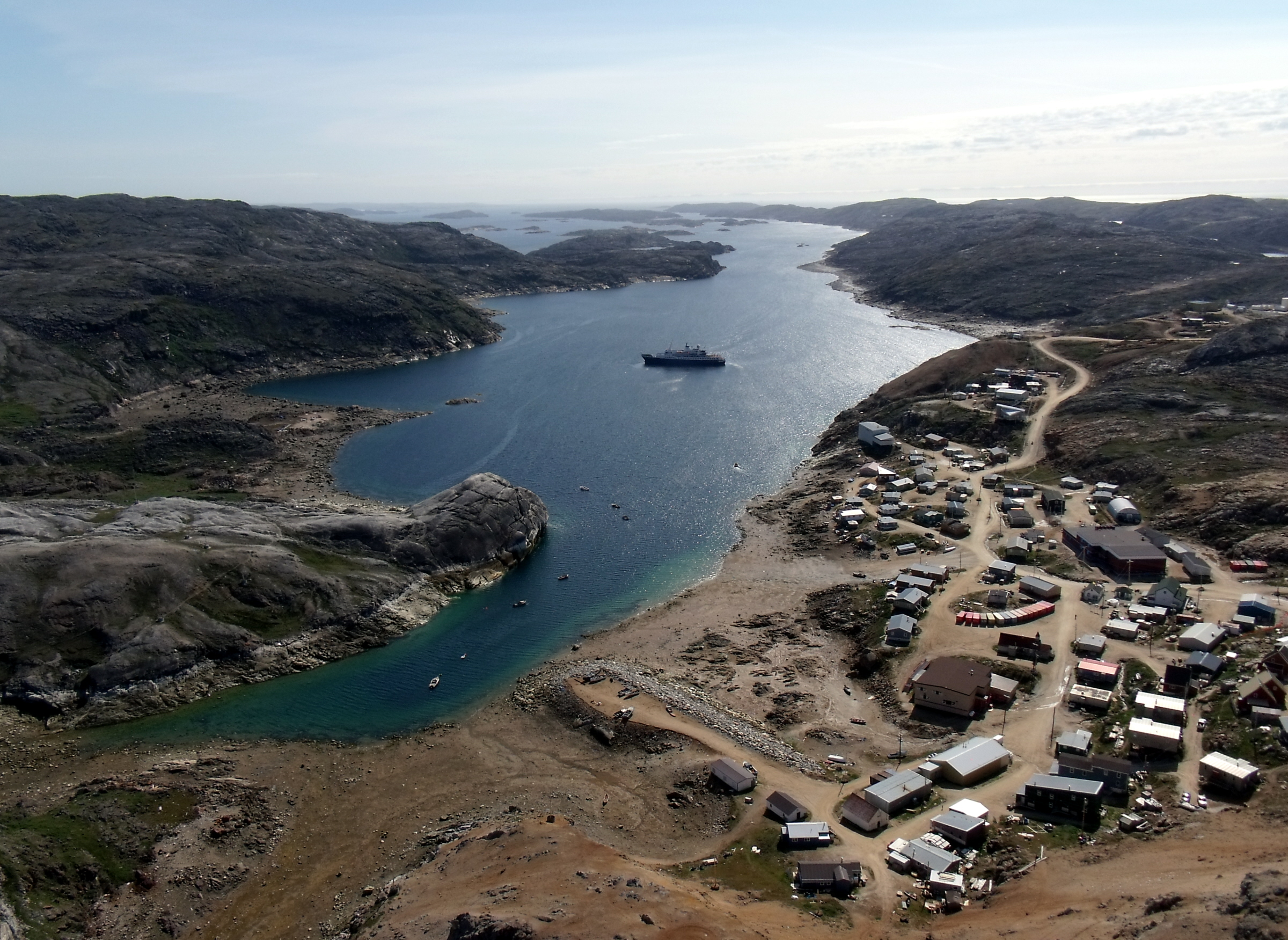
Круизный корабль в гавани Киммирута (Канада)

На территории пролива находятся залежи нефти и природного газа. Поиск нефти и газа в этом регионе был значительно расширен в начале XXI века, но серия неудачных бурений и экологическая катастрофа, связанная с аварией на платформе Deepwater Horizon в Мексиканском заливе, привели к спаду интереса.
Свыше 90 % акватории Девисова пролива в той или иной степени используется для движения судов. В период навигации в водах пролива постоянно находится от 50 до 70 крупнотоннажных судов, а общее количество судов, проходящих проливом, в зависимости от года колеблется от 400 до 600—700 (с пиком в 2010 году, связанным с активизацией нефтяной и газовой разведки). Основные типы судов — рыболовецкие, грузовые и пассажирские (в том числе паромы каботажного плавания у гренландского побережья), туристические лайнеры, а также танкеры. В данном регионе активно развивается туризм и возрастает число морских круизов, делающих остановки в Нууке и других береговых населённых пунктах.